# Галкин, Олег Владимирович
Олег Владимирович Га́лкин (1 мая 1965 года — 10 мая 2003) — советский и украинский велогонщик. Заслуженный мастер спорта СССР (1991).

## Биография
Победитель (1990) и бронзовый (1989) призёр чемпионата мира.
Участник Олимпиады 1992 года.
Как профессионал выступал за украинский «Титан».
Сейчас разыгрывается первенство города Ишима по велоспорту, посвящённое памяти чемпиона мира Олега Галкина.